# Jon Pacheco
Jon Pacheco Dozagarat (ur. 8 stycznia 2001 w Elizondo) – hiszpański piłkarz grający na pozycji obrońcy w hiszpańskim klubie Real Sociedad. Reprezentant Kraju Basków. Młodzieżowy reprezentant Hiszpanii. Uczestnik Letnich Igrzysk Olimpijskich 2024 w Paryżu.

## Sukcesy

### Hiszpania U-21
- Wicemistrzostwo Europy U-21: 2023[4]